# Berufkräuter (Conyza)
Die Berufkräuter (Conyza) sind eine Pflanzengattung innerhalb der Familie der Korbblütler (Asteraceae). Deutscher Trivialname ist ebenso wie die nahe verwandte Gattung Erigeron „Berufkräuter“. In systematischer Hinsicht ist Conyza oft auch in die Gattung Erigeron eingegliedert worden; zur Unterscheidung der deutschen Namen wird Conyza auch Katzenschweif genannt; für Erigeron ist auch der Name „Feinstrahl“ verwendbar. Die Gattung Conyza ist mit 25 bis 155 Arten in den gemäßigten und wärmeren Gebieten, vor allem der Neuen Welt, verbreitet.

## Beschreibung

### Vegetative Merkmale
Conyza sind einjährige bis ausdauernde krautige Pflanzen, selten Sträucher oder kleine Bäume. Die wechselständig angeordneten Laubblätter sind meist lanzettförmig, ganzrandig bis gezähnt oder fiedrig gelappt.

### Generative Merkmale
In schirmförmigen oder ährigen Gesamtblütenständen stehen eher kleine körbchenförmige Teilblütenstände zu mehreren bis sehr zahlreich zusammen, selten ist nur ein einzelnes Blütenkörbchen vorhanden. Der Körbchenboden ist flach bis leicht gewölbt und meist nackt. Das Involucrum ist glocken- bis urnenförmig. Die Hüllblätter stehen in zwei bis vier Reihen, mehr oder weniger überlappend, selten krautig und bald weit abstehend. Die Zungenblüten sind zahlreich, ihre Krone sehr schmal. Sie sind weiblich und stehen in etlichen Reihen. Ihre Krone ist röhren- bis fadenförmig. Die Röhrenblüten sind zwittrig oder funktionell männlich.
Im Gegensatz zur Gattung Berufkräuter (Erigeron) sind hier die Zungenblüten sehr kurz und die Körbchen weisen nur Durchmesser von wenigen Millimetern auf. Die Farbe der Zungenblüten ist meist weißlich, sie können aber auch gelblich oder violett sein. Die Röhrenblüten sind zwittrig oder manchmal funktionell männlich, meist wenige, röhrenförmige Blüten mit (vier bis) fünf Lappen.
Die Achänen sind verkehrteiförmig bis länglich, manchmal zusammengedrückt, meist behaart. Der Pappus besteht aus vielen, feinen, zerbrechlichen Borsten.

## Unterschiede zwischenConyzaundErigeron
Die Unterscheidungsmerkmale zwischen den beiden als Berufkräuter bezeichneten Gattungen sind nicht immer eindeutig. Normalerweise hat Conyza unsymmetrische Involucralblätter und zwei- bis zwanzig-mal so viele weibliche wie zwittrige Blüten in jedem Köpfchen, nur selten mehr zwittrige als weibliche. Die Krone der weiblichen Blüten hat meist keine Zunge oder diese ist zumindest kürzer als 1 Millimeter. Die Gattung Erigeron hat annähernd symmetrische Involucralblätter und mehr zwittrige als weibliche Blüten. Die Krone der weiblichen Blüten hat meist eine Zunge von 2 bis über 10 Millimeter.

## Systematik und Verbreitung
Die Gattung Conyza wurde durch Christian Friedrich Lessing aufgestellt.
Es gibt je nach Quelle 25 bis 155 Arten. Nach molekularbiologischen Untersuchungen dürfte die Gattung in die Gattung Erigeron einzuordnen sein. Conyza selbst dürfte polyphyletisch, zumindest paraphyletisch sein.
Die Gattung Conyza ist hauptsächlich tropisch und subtropisch verbreitet, sowohl in der Alten wie Neuen Welt.
- Conyza abyssinica Sch.Bip. ex A.Rich.

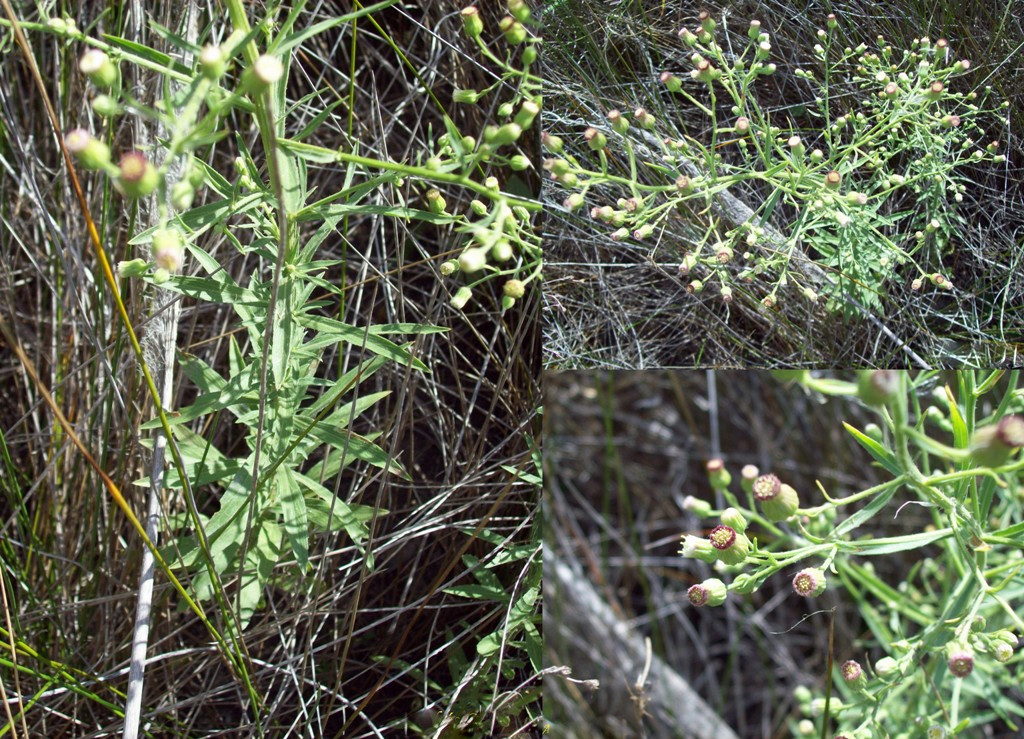
Habitus und Blütenkörbchen von Conyza glandulitecta

- Conyza ageratoides DC.: Sie ist auf Madagaskar endemisch.[3]
- Conyza agnewii Mesfin
- Conyza agrostophylla F.G.Davies
- Conyza alluaudii Humbert
- Conyza altoandina Cabrera
- Conyza amboinica Crantz
- Conyza andina J.Rémy
- Conyza andringitrana Humbert
- Conyza androrangensis Humbert
- Conyza arabidifolia Remy
- Conyza arenosa Cronquist
- Conyza atrixioides Chiov.
- Conyza attenuata DC.
- Conyza bakeri Humbert
- Conyza bampsiana (Lisowski) Lisowski
- Conyza baumii (O.Hoffm.) Wild
- Conyza blinii H.Lév.
- Conyza boelckei Cabrera
- Conyza boranensis (S.Moore) Cufod. (Syn.: Nidorella pedunculata Oliv.)
- Conyza burkartii Zardini
- Conyza burmeana Miq.
- Conyza bustillosiana J.Rémy
- Conyza capillipes S.Moore
- Conyza cardaminifolia Kunth
- Conyza catharinensis Cabrera
- Conyza cayennensis Spreng.
- Conyza chionea S.Díaz & A.Correa
- Conyza clarenceana (Hook. f.) Oliv. & Hiern
- Conyza collina Phil.
- Conyza copiapina Phil.
- Conyza cordata Kuntze
- Conyza coronopifolia Kunth
- Conyza dentonae McVaugh
- Conyza depilis Phil.
- Conyza deserticola Phil.
- Conyza edelbergii Rech. f.
- Conyza eucoma Miq.
- Conyza fastigiata Willd.
- Conyza feae (Bég.) Wild
- Conyza filaginoides (DC.) Hieron.
- Conyza flabellata Mesfin
- Conyza foliosa Phil.
- Conyza fruticulosa O.Hoffm.
- Conyza gallianii Chiov.
- Conyza garnieri Klatt
- Conyza gayana Phil.
- Conyza glabrata Phil.
- Conyza glabrescens Pax
- Conyza glandulitecta Cabrera
- Conyza gnaphalioides Kunth
- Conyza grahamii DC.
- Conyza hirtella DC.
- Conyza hochstetteri Sch.Bip. ex A.Rich.
- Conyza hypoleuca A.Rich.
- Conyza incana (Vahl) Willd.: Sie kommt in Äthiopien, im Jemen und in Saudi-Arabien vor.[3]
- Conyza japonica (Thunb.) Less. ex Less.
- Conyza kahuzica Lisowski
- Conyza laevigata (Rich.) Pruski
- Conyza larrainiana J.Rémy
- Conyza lasseriana Aristeg.
- Conyza lateralis Phil.
- Conyza leucantha (D.Don) Ludlow & P.H.Raven
- Conyza lignescens Rusby
- Conyza limosa O.Hoffm.
- Conyza longipedunculata Klatt
- Conyza lorentzii Griseb.
- Conyza loueirii Poir.
- Conyza macrophylla Spreng.
- Conyza magnimontana Cabrera
- Conyza mandrarensis Humbert
- Conyza maxima Zoll. & Mor.
- Conyza megensis F.G.Davies
- Conyza messeri Pic.Serm.
- Conyza microcephala Hemsl.
- Conyza microglossa (S.F.Blake) Cronquist
- Conyza mima S.F.Blake
- Conyza minutiflora Phil.
- Conyza mixta Fouc. & Neyr.
- Conyza modesta Kunth
- Conyza moelleri Phil.
- Conyza monorchis (Griseb.) Cabrera
- Conyza montigena S.Moore: Sie kommt in zwei Unterarten in Tansania, Uganda und Kongo vor.[3]
- Conyza muliensis Y.L.Chen
- Conyza myriocephala J.Rémy
- Conyza nana Sch.Bip. ex Oliv. & Hiern
- Conyza neglecta R.E.Fr.
- Conyza nemoralis Phil.
- Conyza neocandolleana Humbert
- Conyza newii Oliv. & Hiern
- Conyza obscura DC.
- Conyza oligantha Cabrera
- Conyza pallidiflora R.E.Fr.
- Conyza pampeana (Parodi) Cabrera
- Conyza pannosa Webb
- Conyza pectinata (Sch.Bip.) Sch.Bip. ex Oliv. & Hiern
- Conyza pencana Phil.
- Conyza perennis Hand.-Mazz.
- Conyza perijaensis S.Díaz & A.Correa
- Conyza perrieri Humbert
- Conyza pinnata (L. f.) Kuntze
- Conyza pinnatifida (Thunb.) Less.
- Conyza podocephala DC.
- Conyza popayanensis (Hieron.) Pruski
- Conyza principis Gagnep.
- Conyza procumbens Balb.
- Conyza prolialba Cuatrec.
- Conyza pterocaulon Bolle
- Conyza pulsatilloides O.Hoffm.
- Conyza pusilla Houtt.
- Conyza pycnophylla Phil.
- Conyza pyrrhopappa Sch.Bip. ex A.Rich.
- Conyza reitziana Cabrera
- Conyza retirensis Cabrera
- Conyza ruderalis Phil.
- Conyza rufa Wall. ex DC.
- Conyza ruwenzoriensis (S.Moore) R.E.Fr.
- Conyza saltensis Cabrera
- Conyza sarmentosa Humbert
- Conyza scabrida DC.
- Conyza schiedeana (Less.) Cronquist
- Conyza schimperi Sch.Bip. ex A.Rich.
- Conyza schlechtendalii Bolle
- Conyza semipinnatifida Wall. ex DC.
- Conyza sennii Chiov.
- Conyza serrana Cabrera
- Conyza setulosa F.Phil. ex Phil.
- Conyza spiciformis (Griseb.) Zardini
- Conyza spiculosa (Hook. & Arn.) Zardini
- Conyza spinellosa Miq.
- Conyza spinosa (Sch.Bip.) Sch.Bip. ex Oliv. & Hiern
- Conyza stenophylla Phil.
- Conyza steudelii Sch.Bip. ex A.Rich.
- Conyza subscaposa O.Hoffm.
- Conyza subspicata Phil.
- Conyza suffruticosa Phil.
- Weißliches Berufkraut (Conyza sumatrensis (S.F.Blake) Pruski & G.Sancho)
- Conyza tenera Phil.
- Conyza thapsoides M.Bieb.
- Conyza thermarum Phil.
- Conyza thesiifolia Kunth
- Conyza tigrensis Oliv. & Hiern
- Conyza trihecatactis (S.F.Blake) Cuatrec.
- Conyza tunariensis (Kuntze) Zardini
- Conyza ulmifolia (Burm. f.) Kuntze
- Conyza urticifolia (Baker) Humbert
- Conyza valdiviana Phil.
- Conyza varia (Webb) Wild
- Conyza variegata Sch.Bip. ex A.Rich.
- Conyza vernonioides (Sch.Bip. ex A.Rich.) Wild
- Conyza viguieri Humbert
- Conyza viscida Wall. ex DC.
- Conyza welwitschii (S.Moore) Wild

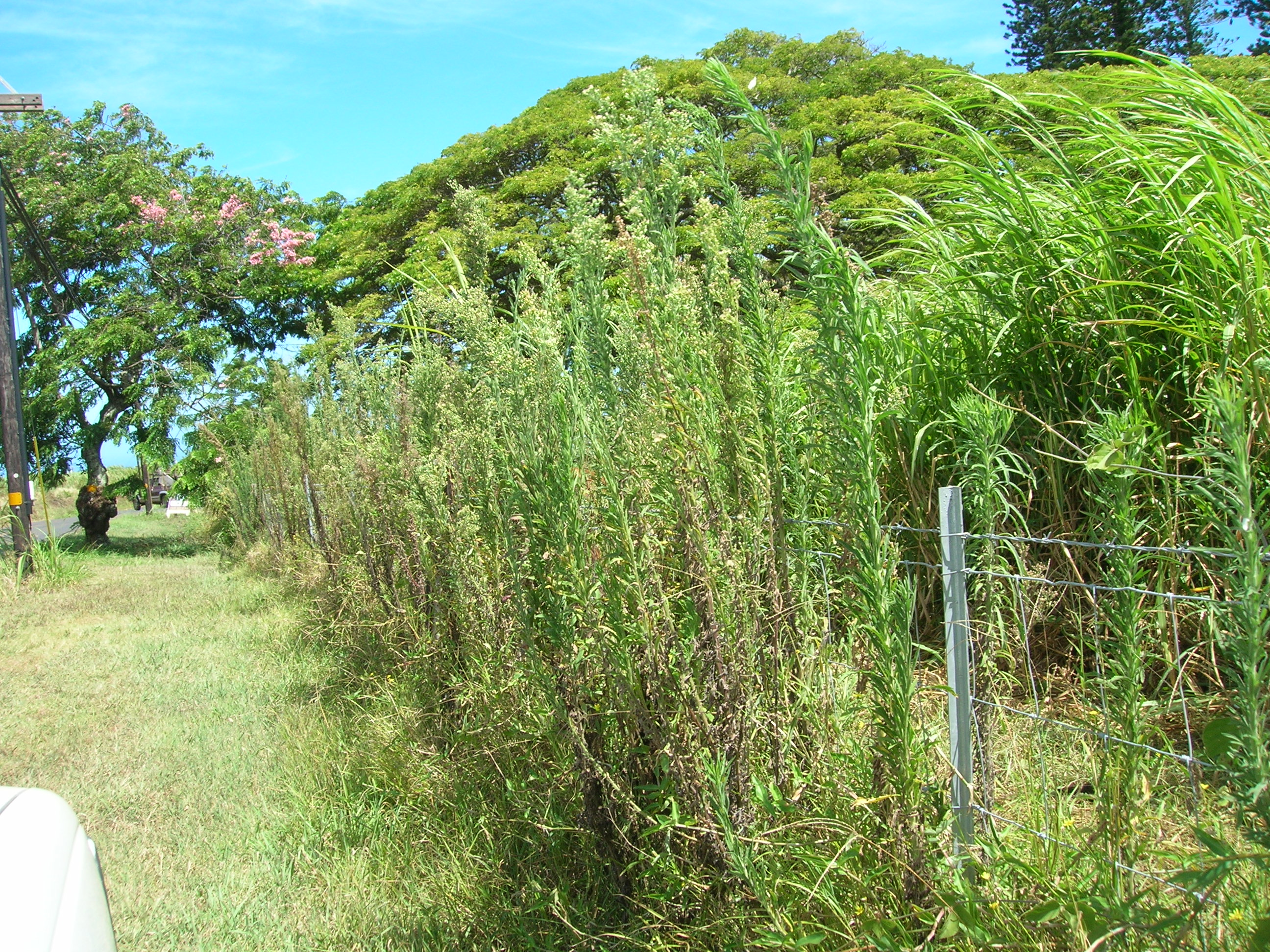
Südamerikanisches Berufkraut (Erigeron bonariensis)

Nicht mehr zur Gattung Conyza gehört beispielsweise:
- Conyza bonariensis (L.) Cronquist → Erigeron bonariensis L.
- Kanadisches Berufkraut (Conyza canadensis (L.) Cronquist) → Erigeron canadensis L.
- Conyza floribunda Kunth → Erigeron floribundus (Kunth) Sch. Bip.
- Conyza ramosissima Cronquist → Erigeron divaricatus Michx.[2]
- Conyza sumatrensis (Retz.) E.Walker → Erigeron sumatrensis Retz.

In Europa sind darunter zwei Arten Neophyten: Südamerikanisches Berufkraut (Conyza bonariensis; im Mittelmeergebiet häufig eingebürgert, selten auch in Mitteleuropa) und Weißliches Berufkraut (Conyza sumatrensis; im Mittelmeergebiet häufig eingebürgert, zunehmend auch in Mitteleuropa). Beide Arten werden aber besser zu Erigeron gestellt.